# Quimbanda
Le quimbanda est une religion afro-brésilienne proche du macumba, de l’umbanda, et par conséquent du candomblé. 
Culte pratiqué surtout dans les villes du Brésil, il est, par rapport à l’umbanda, souvent considéré par les laïcs comme une forme de « magie noire » faisant appel à la magie et à des rituels pouvant inclure le sacrifice d'animaux (l'umbanda ne fait pas ça). Comme dans l’umbanda et le candomblé, on y vénère les orishas ( orixás). 
À la différence de l’umbanda, ouvert à une certaine influence du catholicisme, le quimbanda est resté fondamentalement africain, conservant un certain caractère contestataire vis-à-vis des apports occidentaux. 

## Croyances et pratiques

### Croyances

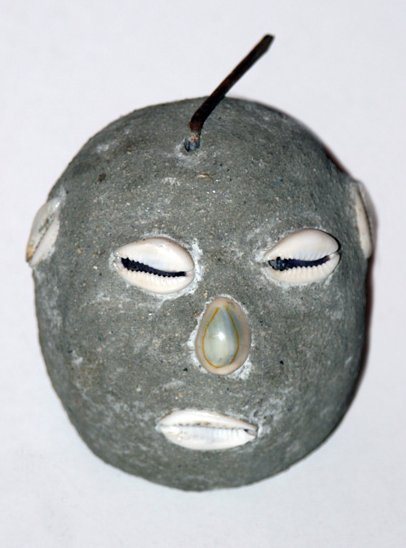
Masque représentant Exu.

La divinité principale du quimbanda est l'orisha Exu, la divinité yoruba du chaos et de la tromperie, intermédiaire entre les dieux et les hommes. Exu est également connu comme étant le Seigneur des sept carrefours. C'est à la fois le dieu le plus puissant du quimbanda, mais également le plus agressif et le plus immoral. 
Mais outre Exu lui-même existent toute une série d'esprits, les esprits exu, souvent des criminels ou des vagabonds lors de précédentes réincarnations. Mais ces exus, ces « esprits de la gauche », ne sont pas purement mauvais : ils présentent en réalité des caractères très humains, avec leur lot de qualités et de faiblesses humaines. Les exus s'occupent principalement de questions matérielles, raison pour laquelle on fait surtout appel à eux, à la différence des « esprits de la droite » de l’umbanda, qui s'occupent de questions d'ordre spirituel. 
Ogum, l'orisha du métal et de la guerre, est également vénéré dans le quimbanda. Il est le « Seigneur au centre des carrefours », plus soucieux qu'Exu de la justice. Le professeur David J. Hess le considère comme témoignant des liens profonds entre umbanda et quimbanda. 
Les Pomba Giras, elles sont propres au quimbanda et n'ont pas d'équivalents dans les religions yoruba. Ce sont les équivalents féminins des exus, fréquemment décrites comme les esprits de prostituées. La plus connue des Pomba Giras est Pomba-Gira Maria Mulambo, que l'on invoque pour réduire quelqu'un à l'état de mulambo, c'est-à-dire une personne vêtue de haillons et/ou très malheureuse.

### Rituels
Le quimbanda a fréquemment recours aux sacrifices d'animaux lors de ses rituels. Les fidèles peuvent alors sacrifier des pigeons, des poules, des coqs, des chèvres, des moutons, ou encore des taureaux, pour aider un esprit exu à progresser en force et en pouvoirs. 
D'autres rituels font appel à des sacrifices d'animaux pour obtenir l'aide d'un esprit pour accomplir telle ou telle action. Par exemple, on pourra tuer un coq noir à un carrefour, pour en mettre dans un vase les membres que l'on souhaite voir blesser chez la personne à qui on veut du mal.